# 扇を持った女性 (ベラスケス)
『扇を持った女性』（おおぎをもったじょせい、西: La dama del abanico, 英: The Lady with a Fan）は、スペインのバロック絵画の巨匠ディエゴ・ベラスケスがキャンバス上に油彩で制作した絵画である。頭部に黒いレースのベールを被り、胸元を広く開いた衣服を身に着けている女性を描いている。現在、作品はロンドンのウォレス・コレクションに所蔵されている。ベラスケスの芸術的発展に照らし合わせ、作品は1637-1638年、あるいは1638-1639年に描かれたと考えられているが、現在、ウォレス・コレクションでは1640年ごろの制作としている。

## 作品
『扇を持った女性』は謎めいた肖像画である。ベラスケスの他のほとんどの肖像画は、スペイン・ハプスブルク家の人々、宮廷人、使用人などがたやすく特定できるものとなっているが、本作の女性はいまだにはっきりとは特定されていない。肖像画には、正確な記録的情報が欠如しているのである。しかし、衣服の詳細により、女性がシュヴルーズ公爵夫人 (duchess of Chevreuse) のマリー・ド・ロアン＝モンバゾン (1600–1679年) であることが提唱されている。彼女は、1630年代後半のフランスのファッションに則り装っているからである。実際、女性が身に着けている胸元の大きく開いたドレスは17世紀のスペインでは極めて稀なものであり、腰元に下げた青い飾りリボンや、その下の十字状の懐中時計は当時のスペインではなく、フランスで流行したファッションであった。
ベラスケスがフランスの女性を描いたという1つの証拠となる1638年1月16日付の手紙がある。その手紙には、男性の装いでフランスから亡命してきた後、フェリペ4世の庇護下でマドリードで暮らしていたシュヴルーズ公爵夫人をベラスケスが一度描いたと記述されている。しかし、公爵夫人の他の肖像画と本作の間にはまったく類似性が見られないと主張している研究者もおり、本作の女性が纏っている衣服は、18世紀のマホ・マハに先立つスペインのタパーダ (tapada) であるとも推測されている。

## 来歴
『扇を持った女性』は最初、19世紀初頭にリュシアン・ボナパルトのコレクションに記録された。ボナパルトがスペインにいた1801年に取得したものだと考えられている。しかし、それ以前のスペインのいかなるコレクションにも絵画の記録が存在しないことから、ボナパルトがイングランドか、ナポレオン戦争中の大半を過ごしたイタリアで取得した可能性もある。あるいは、ボナパルトがシュヴルーズ公爵夫人の末裔であった当時のリュイヌ公爵と出会ったフランスで取得したことさえ考えられる。ボナパルトのコレクションは1816年に売却された。その後、本作は複数の所有者を経て、1847年には第4代ハートフォード侯爵リチャード・シーモア＝コンウェイ (1800-1870年) に購入され、彼の死後に息子のリチャード・ウォレス (初代準男爵)に受け継がれた結果、ウォレス・コレクションに入った。

## マンティーリャの女性

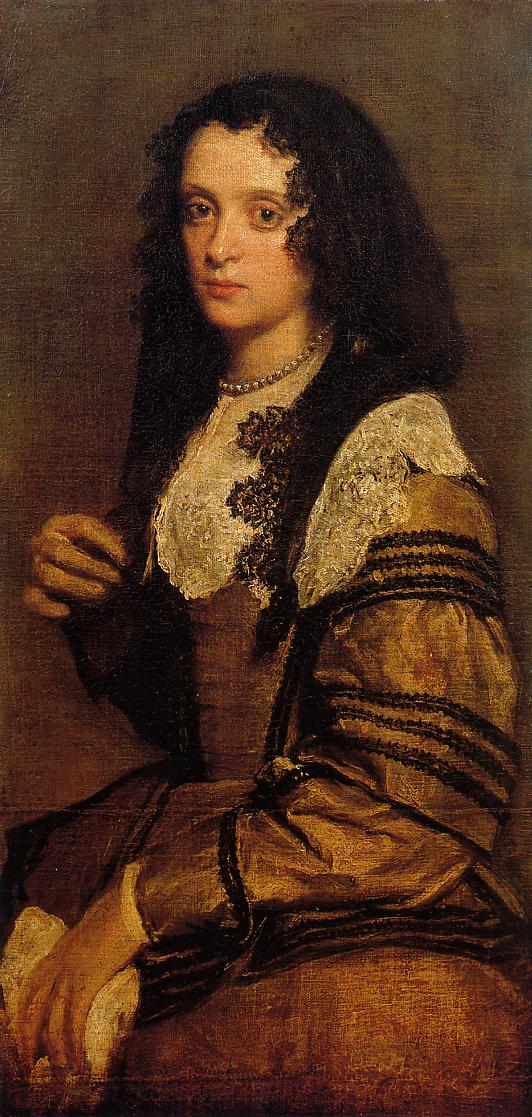
『マンティーリャの女性』 (チャッツワース・ハウス)

本作には、デヴォンシャー・コレクション所蔵の改変作『マンティーリャの女性』がある。この作品は18世紀からイングランドにあるが、目録記録によれば、17世紀のスペインの貴族ガスパール・メンデス・デ・アロ、次いでリチャード・ボイル (第3代バーリントン伯爵) に所有されていた。
この作品は通常、ダービーシャーにあるチャッツワース・ハウスに展示されている。『マンティーリャの女性』と『扇を持った女性』は、2006年にウォレス・コレクションでいっしょに展示された。